# Madonna mit Kind (Châteaubriant)

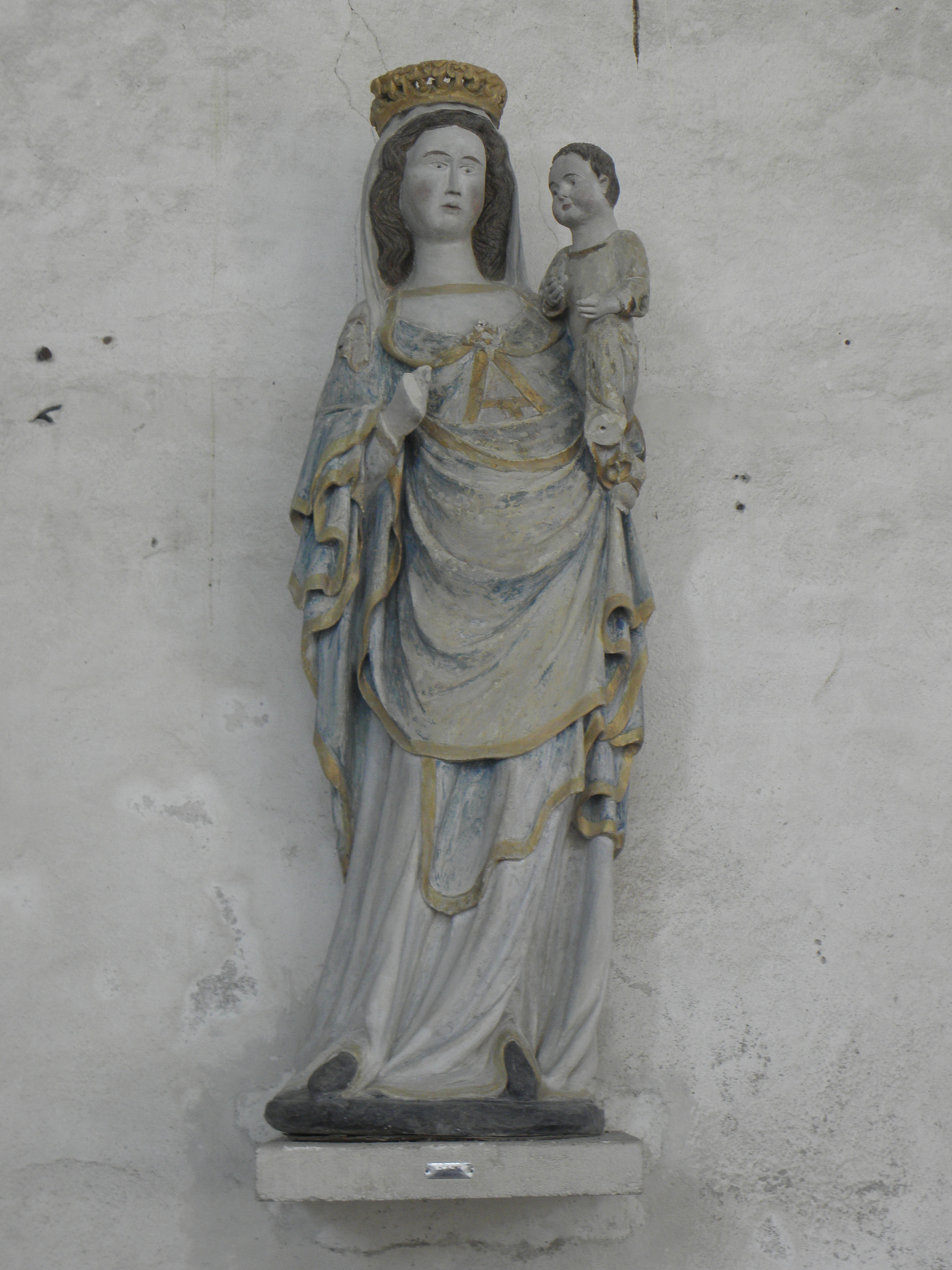
Madonna mit Kind in Châteaubriant

Die Skulptur Madonna mit Kind in der Pfarrkirche St-Jean-Baptiste in Châteaubriant, einer französischen Gemeinde im Département Loire-Atlantique der Region Pays de la Loire, wurde im 14. Jahrhundert geschaffen. Im Jahr 1978 wurde die gotische Skulptur als Monument historique in die Liste der denkmalgeschützten Objekte (Base Palissy) in Frankreich aufgenommen.
Die Skulptur aus Kalkstein ist 1,53 Meter hoch und farbig gefasst. Maria trägt das Jesuskind auf dem linken Arm, das sein Gesicht in Richtung seiner Mutter gerichtet hat. Die vielen Falten von Marias Kleid geben ihrer Erscheinung eine Fülle. Maria trägt eine Krone auf dem Kopf, ihre Hände fehlen.